# فورد تاروس اس‌اچ‌کیو
فورد تاروس اس‌اچ‌کیو (Ford Taurus SHO) خودرویی است.